# Francis Bowen
Francis Bowen (Boston, 8 de septiembre de 1811-Ibidem, 22 de enero de 1890) fue un filósofo, escritor y pedagogo estadounidense.

## Biografía
Nació en el barrio de Charlestown en Boston, Massachusetts. Fue educado en Phillips Exeter Academy,  y en la Universidad de Harvard, graduándose de esta última en 1833. Mientras asistía a Harvard, enseñó en escuelas en varios pueblos de Nuevo Hampshire y Massachusetts. Después de graduarse de Harvard, enseñó durante dos años en Phillips Exeter Academy, regresando a Harvard de 1835 a 1839 para dar clases particulares de griego y enseñar filosofía intelectual y economía política. En 1839 viajó a Europa y, mientras vivía en París, conoció a Simonde de Sismondi, Degérando y otros eruditos. Regresó a Cambridge en 1841 y se dedicó a la literatura. Fue editor y propietario de la North American Review de 1843 a 1854, y durante este tiempo escribió aproximadamente una cuarta parte de los artículos que contenía. En 1848 y 1849, pronunció conferencias en el Instituto Lowell sobre la aplicación de la ciencia metafísica y ética a las evidencias de la religión.
En 1850 fue nombrado profesor McLean de historia en la Universidad de Harvard, pero su nombramiento fue desaprobado por la junta de supervisores debido a las opiniones políticas que había expresado sobre la revolución húngara de 1848. Había escrito dos artículos sobre Hungría para la North American Review: La guerra de las razas en Hungría (enero de 1850) y La rebelión de los húngaros eslavos, valacos y alemanes contra los magiares (Enero de 1851). Robert Carter escribió una serie de artículos para el Boston Atlas en respuesta. Se dice que estos artículos, reeditados en un folleto como La controversia húngara (Boston, 1852), fueron la causa del rechazo por parte de los supervisores del nombramiento de Bowen.
En 1853, tras la elección de James Walker a la presidencia de Harvard, Bowen fue nombrado su sucesor como profesor Alford de religión natural, filosofía moral y política civil. Esta vez el nombramiento fue aprobado casi por unanimidad por los capataces, y ocupó la presidencia hasta 1889. Después de 1858, dio conferencias en el Instituto Lowell sobre los metafísicos y filósofos ingleses, desde Francis Bacon hasta William Hamilton.
En 1876 fue miembro de la Comisión de la Plata de los Estados Unidos, designada para considerar la reforma monetaria. En 1877 redactó el informe de la minoría en el que se oponía al restablecimiento del bimetalismo y a la remonetización de la plata. En 1888, se le pidió que respaldara la plataforma arancelaria del Partido Republicano, pero respondió publicando un artículo (Nation, 8 de noviembre de 1888) denunciando el arancel actual como una tiranía.
En filosofía y metafísica, defendió las opiniones de George Berkeley y John Locke y se opuso a las de Immanuel Kant, Johann Gottlieb Fichte, Victor Cousin, Auguste Comte y John Stuart Mill. En economía política, Bowen se opuso a las doctrinas de Adam Smith sobre el libre comercio, Thomas Malthus sobre población y David Ricardo sobre la renta. Se esforzó en rastrear la influencia de nuestra forma de gobierno y condición de la sociedad sobre las cuestiones económicas. Un interés filosófico significativo fue armonizar la filosofía con el cristianismo. La piedad marcó sus escritos y enseñanzas.
Según Quinton los filósofos Charles Sanders Peirce, William James y su primer colaborador Chauncey Wright fueron todos alumnos de Bowen. Falleció en Boston en 1890.

## Publicaciones seleccionadas
- Vidas de Sir William Phips (1837), Baron von Steuben (1838), James Otis (1846) y Benjamin Lincoln (1847) en la Biblioteca de biografía estadounidense de Jared Sparks
- Virgilio, con notas en inglés (Boston, 1842)
- Ensayos críticos sobre la historia y el estado actual de la filosofía especulativa (Boston, 1842)
- Conferencias sobre la "Aplicación de la ciencia metafísica y ética a las evidencias de la religión" (Conferencias del Instituto Lowell, 1849; edición revisada en 1855)
- Conferencias sobre economía política (1850)
- Dugald Stewart, Filosofía de la mente humana, editor (1854)
- Documentos de la Constitución de Inglaterra y América, desde la Carta Magna hasta la Constitución Federal de 1789 (Cambridge, 1854)
- Los principios de economía política aplicados a la condición, los recursos y las instituciones del pueblo estadounidense (1856)
- Alexis de Tocqueville, La democracia en América, Henry Reeve, tr. , edición revisada (2 vols., Cambridge, 1862)[7]
- Tratado de lógica (1864)
- Economía política estadounidense, con observaciones sobre las finanzas desde el inicio de la Guerra Civil (1870)
- Filosofía moderna desde Descartes hasta Schopenhauer y Hartmann (1877)
- Extractos de una vida literaria, 1838-1880 (1880).
- Un estudio laico de la Biblia inglesa, considerada en su aspecto literario y secular (1886)
- Una teoría de la creación: una revisión de 'Vestigios de la historia natural de la creación escrita por Robert Chambers en 1844' (1845)